# Strumigenys jacobsoni
Strumigenys jacobsoni is een mierensoort uit de onderfamilie van de Myrmicinae. De wetenschappelijke naam van de soort is voor het eerst geldig gepubliceerd in 1939 door C. Menozzi. De soort was aangetroffen in Fort de Kock (West-Sumatra).